# Рабинович, Михаил Цезаревич
Михаил Цезаревич Рабинович (28 июня 1902 — 30 апреля 1985) — советский художник, преподаватель пластической анатомии, автор учебника-пособия для художественных вузов «Пластическая анатомия человека, четвероногих животных и птиц» и «Пластическая анатомия и изображение человека на его основах», член Союза художников СССР.

### Биография
Михаил Цезаревич Рабинович родился 28 июня 1902 г. в Баку, в семье Цезаря Юльевича Рабиновича, врача — педиатора, и Екатерины Моисеевны Дашевской. Михаил был средним сыном. Брат Эммануил (1900 г.р.) погиб во время Великой Отечественной войны. Брат Виктор (1908 г.р.) пережил блокаду Ленинграда, после войны продолжал работать инженером. Жена Виктора Евгения Львовна Зингеревич была актрисой Александринского театра.
Уже в гимназии началось увлечение будущего художника рисованием.
В 1926 году Михаил Цезаревич окончил медицинский факультет Азербайджанского университета и одновременно Азербайджанскую высшую художественную школу. Работал врачом-окулистом сначала в селе Бакинского района, позже в Баку. Одновременно занимался живописью и пробовал себя в газетной карикатуре и рисунке. В 1931 году он переехал в Москву, где надеялся соединить профессию врача и художника. Это ему удалось: он становится ассистентом кафедры анатомии в 1-м медицинском институте. «Хорошо рисующие анатомы были в то время на вес золота» (из записок художника). Позже Рабинович преподавал пластическую анатомию в художественных вузах. «Таким образом мне удалось соединить в себе художника и врача — я преподавал анатомию, соединяя её с рисунком.» Одновременно Михаил Цезаревич публикует карикатуры на международные темы в «Крокодиле», «Рабочей Москве» и других периодических изданиях.
В Москве Михаил Цезаревич познакомился с своей будущей женой Лидией Ивановной Сперанской, художником театра и кино, с которой ему суждено было прожить почти 50 лет. Дочь Марина родилась в 1948 году.
С 1934 по 1937 Рабинович учился на курсах повышения квалификации художников-живописцев в Москве.
Во время Великой Отечественной войны Михаил Цезаревич служил в качестве врача в звании капитана медицинской службы (1941—1945). Продолжал рисовать и на фронте. Многие рисунки и одна большая композиция маслом, изображавшая операцию в медсанбате, хранятся в Военно-Медицинском музее в Санкт-Петербурге . Войну капитан Рабинович закончил в 1945 году в Восточной Пруссии с орденом Красной Звезды.
После войны Михаил Цезаревич много преподавал в том числе в Московском институте прикладного и декоративного искусства (МИПИДИ), в Текстильном институте и в Художественно-промышленном училище им. Калинина. В свои лекциях он впервые соединил изучение анатомии и анатомического рисунка с рисованием живой натуры и ввел обучение объемному построению фигуры на анатомической основе.
В середине 50-х годов художник обратился к графике, вследствие чего в различных издательствах вышел ряд книг с его иллюстрациями («Рассказы о Дарвине» Корсунской, «Затишье» Цвейга, «Судьба человека» Шолохова).
В 60-70х годах художник обращается к пейзажам. С конца 70-х годов он выставлялся на выставках МОСХа, выставках ветеранов войны и некоторых др. В 1983 году прошла персональная выставка художника в Москве в Центральном доме работников искусств.
В 1970 — 1980х годax Михаил Цезаревич создает множество иллюстраций, выполненных преимущественно тушью и пером, к произведениям Пушкина «Руслан и Людмила» и «Пиковая дама», Чехова «Каштанка», Дюма «Три мушкетера», Вальтера Скотта «Квентин Дорвард», Шекспира «Гамлет», Достоевского «Идиот», «Братья Карамазовы» и «Униженные и оскорбленные».
Главным произведением художника стали его учебные пособия, такие как «Пластическая анатомия человека, четвероногих животных и птиц» (1978 г). и «Пластическая анатомия и изображение человека на её основах» (1985 г).
Михаил Цезаревич скончался в 1985 году на 83-м году жизни в Москве.

### Творчество
Творчество Михаила Цезаревича Рабиновича включает в себя графические работы (карикатуры, книжные иллюстрации, изображения животных), портреты маслом (Портрет матери, Портрет жены, Портрет Ивана Федоровича Сперанского) и акварельные пейзажи.
Художник много экспериментирует, так возникают пейзажи, написанные стальным пером, тростниковой палочкой, спичкой («Пейзажи Праги» 1964 г.).
В конце 60х 70 х годах все чаще обращается к акварельному пейзажу на тему моря. В путешествиях по Азербайджану и Крыму возникают многочисленные изображения волн, бухт, портов, кораблей, скал.
Вместе с женой, художником Л. И. Сперанской Михаил Цезаревич пишет натюрморты. Иллюстрации к произведениям любимых писателей Достоевского, Дюма, Шекспира и Вальтера Скотта были выполнены преимущественно тушью и пером.

### Учебные пособия, созданные Михаилом Цезаревичем Рабиновичем
- «Рисунок», авторы А. Е. Хитров, Т. И. Катуркин и М. Ц. Рабинович. М. Ц. Рабинович: Пластическая анатомия и её применение при изображении человека. Рисование с натуры животных и птиц. Изд. КОИЗ, 1957 г. Один экземпляр хранится в Военно-Медицинском Музее в Петербурге.
- Изображение человека на основах пластической анатомии. Изд. Искусство, 1965 г.
- Пластическая анатомия человека, четвероногих животных и птиц и её применение в рисунке. Изд. Высшая школа, 1971 и 1978. Изд. Укитувчи, 1980, в переводе на узбекский язык.
- Пластическая анатомия и изображение человека на её основах. Изд. Изобразительное искусство, 1985.